# Objection Overruled
Az Objection Overruled  a német Accept zenekar albuma

## Számok listája
- Objection Overruled                          3:38
- I Don't Wanna Be Like You               4:19
- Protectors Of Terror                          4:03
- Slaves To Metal                                4:37
- All Or Nothing                                   4:31
- Bulletproof                                        5:05
- Amamos La Vida                              4:39
- Sick, Dirty And Mean                        4:33
- Donation                                           4:49
- Just By My Own                               3:19
- This One's For You                          4:10

## Közreműködők
- Udo Dirkschneider – ének
- Wolf Hoffmann – gitár
- Peter Baltes – basszusgitár
- Stefan Kaufmann – dob